# Вульфстан Вустерский (1008—1095)
Вульфстан (англ. Wulfstan; около 1008, Уорикшир — 19 января 1095, 20 января 1095 или 18 января 1095, Вустер) — епископ Вустерский (с 1062 года), единственный англосакс из высшего духовенства, сохранивший свой пост после завершения нормандского завоевания Англии, святой Римско-католической, Англиканской и Православной церквей.

## Биография
Вульфстан родился в 1008 году в Лонг-Итчингтоне, Уорикшир, в семье англосаксонских тэнов. Своё имя он получил, вероятно, в честь дяди по материнской линии — архиепископа Йоркского Вульфстана II. Юный Вульфстан также избрал духовную карьеру. Он получил образование в монастырских школах Ившема и Питерборо и начал служить в Вустере. После того, как во время молитвы в Хоксбери (Глостершир) его отвлек запах гуся, готовившегося на кухне неподалеку, Вульфстан решил никогда больше не прикасаться к мясу, став вегетарианцем. В 1038 году Вульфстан был посвящён в священники и вскоре после этого стал монахом вустерского бенедиктинского монастыря. Позднее он получил должность казначея, а затем и приора этого монастыря.
В 1060 году епископ Вустера Элдред был избран архиепископом Йорка. Первое время он сохранял за собой и вустерскую кафедру, но по требованию папы римского в 1062 году отказался от неё. Новым епископом Вустера 8 сентября 1062 года стал Вульфстан. По свидетельству Вильяма Мальмсберийского, в 1066 года Вульфстан, понимающий необходимость объединения страны в условиях нарастания внешней угрозы, обеспечил признание на севере Англии нового короля Гарольда II. Однако после битвы при Гастингсе Вульфстан вместе с многими другими представителями высшего англосаксонского духовенства перешёл на сторону Вильгельма Завоевателя и в Беркхэмстеде признал его королём Англии.
Сохранив свой пост после нормандского завоевания, Вульфстан поддерживал преемство новой монархии англосаксонским традициям в религиозной сфере. В Вустере при Вульфстане и даже после его смерти сохранялось использование англосаксонского языка в церковной литературе, в то время как в остальных частях Англии он был вытеснен латынью. Он активно занимался строительством и реставрацией монастырей и церквей. По его инициативе был основан монастырь Грейт-Малверн, перестроены Вустерский и Херефордский соборы, а также аббатство Тьюксбери. Вильям Мальмсберийский упоминает, что именно по инициативе Вульфстана была прекращена работорговля, процветавшая до того времени между Бристолем и Ирландией. Епископ пользовался большим авторитетом среди простого населения западных графств. Во время мятежа трёх графов в 1075 году против короля Вильгельма, Вульфстан организовал ополчение из крестьян и мелких землевладельцев Вустершира, которое дало отпор войскам графа Херефорда и не позволило им переправиться через Северн.
После смерти Вильгельма Завоевателя в 1087 году Вульфстан остался единственным английским епископом, занимавшим этот пост со времён Эдуарда Исповедника. Он продолжил политику поддержки короля и в период правления Вильгельма II. В 1088 году, когда вспыхнуло восстание Одо, епископа Байё, англосаксонский фирд под командованием Вульфстана разбил войска мятежных баронов валлийских марок, не позволив им продвинуться вглубь страны.
19 января 1095 года Вульфстан скончался и был похоронен в Вустерском кафедральном соборе.

## Канонизация
Уже в XII веке возник и широко распространился культ почитания Вульфстана. Один из служителей Вустерского собора написал на англосаксонском языке «Житие Вульфстана», которое хотя и не сохранилось, легло в основу одноимённого труда Вильяма Мальмсберийского, дошедшего до настоящего времени. В 1158 году английский король Генрих II и его жена Элеонора Аквитанская оставили на могиле Вульфстана свои короны, поклявшись никогда их более не носить. Вульфстан стал также небесным покровителем короля Иоанна Безземельного, который также был погребён в Вустерском соборе. В 1203 году епископ Вульфстан был канонизирован папой Иннокентием III.
День Святого Вульфстана празднуется римско-католической и англиканской церквями 19 января. Он считается покровителем вегетарианцев и людей, сидящих на диете.